# Rote Presse Korrespondenz
Die Rote Presse Korrespondenz (RPK) war ein wöchentlich erscheinendes Blatt in Berlin (West) der außerparlamentarischen Gruppen, die sich selbst im Gegensatz zu Moskau-orientierten Gruppen als „antirevisionistisch“ verstanden. Im Laufe ihrer Entwicklung mutierte sie zum Organ des maoistisch orientierten KSV (Kommunistischen Studentenverband). In der ersten Nummer (22. Februar 1969) gab die RPK eine Gründungserklärung ab: Warum eine neue Korrespondenz? Sie richtete sich gegen den  Berliner Extra-Dienst, der von ehemaligen Spiegel-Journalisten Carl L. Guggomos und Walter Barthel herausgegeben wurde und eine gemäßigte realsozialistische Linie verfolgten. Die beiden waren vorher selbst aktiv im SDS und Republikanischer-Club-Mitbegründer, wurden aber später als MfS- bzw. Doppelagent enttarnt. In der ersten Redaktion waren noch verschiedene Organisationen vertreten: Ad-hoc-Gruppen an den Hochschulen, Berufsbasisgruppen im Republikanischen Club Berlin, Betriebsbasisgruppen, Internationales Nachrichten- und Forschungsinstitut (INFI), Zentraler Ermittlungsausschuss der AStA FU und TU (Justizkampagne). Erst mehr als ein Jahr später verengte sich das Spektrum auf das der maoistischen KPD/AO.
Inhaltlich kritisierte die RPK-Redaktion den Extra-Dienst, dieser halte das bestehende bürgerlich-parlamentarische System für reformierbar und missachte die Bedeutung der Gewalt im Prozess der Überwindung ebendieses Systems, ferner leugne er das Erfordernis der Organisierung seiner Gegner jenseits der bereits bestehenden Organisationen.
Die Rote Presse Korrespondenz entstand als freie und unabhängige Zeitung in der Zeit 1968/69, nachdem sich der Sozialistische Deutsche Studentenbund (SDS) formell auflöste und sich die übriggebliebenen Kader in diversen Gruppen sammelten wie in Frankfurt/M. in der „Roten März Fraktion“ oder dort auch in der „ Republikanischen Hilfe“. Sie war anfangs eine Protestzeitung der Außerparlamentarischen Opposition gegen autoritäre Herrschaft und neoimperialistische Politik in der Dritten Welt. Mit Nr. 118 (4. Juni 1971) wurde sie das Zentralorgan des Kommunistischen Studentenverbandes, ab Nr. 190/191 (1. Dezember 1972) Pressekorrespondenz der maoistischen „KPD“, ab Nr. 1–2/1974 Organ und ab 11. November 1974 Pressedienst der „KPD“. Die Zeitschrift wurde mit Nr. 50 (November) 1975 eingestellt. Als Fortsetzung erschien von Ende 1975 bis Anfang 1977 der „Rote Fahne-Pressedienst“.